# Paul Kurtz
Paul Kurtz (21 de dezembro de 1925 – 20 de outubro de 2012) foi um cético e humanista secular. Ele foi chamado de "o Pai do humanismo secular". Ele foi professor emérito de filosofia na Universidade Buffalo, tendo anteriormente ensinado em Vassar, Trinity, e no Union colleges, além da New School for Social Research.
Kurtz fundou a editora Prometheus Books em 1969. Ele também foi o fundador e presidente do Comitê para a Investigação Cética, o Council for Secular Humanism, e o Center for Inquiry. Ele foi editor chefe da revista Free Inquiry , uma publicação do Council for Secular Humanism.
Ele foi vice-presidente da International Humanist and Ethical Union (IHEU) de 1986 a 1994. Ele era um membro da American Association for the Advancement of Science, Humanista premiado, presidente da International Academy of Humanism e Membro Honorário da Rationalist International. Como membro da American Humanist Association, ele contribuiu na redação do Humanist Manifesto II. Ele foi o editor da revista The Humanist, de 1967 a 1978.
Paul Kurtz publicou mais de 800 artigos ou comentários e escreveu e publicou mais de 50 livros. Muitos dos seus livros foram traduzidos em mais de 60 línguas.

## Biografia
Paul Kurtz nasceu em Newark, Nova Jersey, e era filho de Sara Lasser e Martin Kurtz. Kurtz recebeu seu diploma de bacharel da Universidade de Nova Iorque, e seus mestrado e Doutorado em filosofia na Universidade Columbia. Kurtz foi um político de esquerda na sua juventude, mas ele disse que servir ao Exército dos Estados Unidos durante a Segunda Guerra Mundial lhe ensinou os perigos da ideologia. Ele viu os campos de concentração de Buchenwald e Dachau depois que eles foram liberados, e se desiludiu com o comunismo quando ele encontrou escravos russos que foram levados para a Alemanha Nazista à força e se recusaram a voltar para a União Soviética ao final da guerra.

## Humanismo Secular
Ele é tido como um dos maiores responsáveis pela secularização do humanismo. Antes de Kurtz abraçar o termo "humanismo secular", o que foi recebido com grande repercussão pelos cristãos fundamentalistas nos anos 80, o humanismo era mais percebido como uma religião (ou pseudo-religião) que não incluía o sobrenatural. Isso pode ser visto na cópia do artigo original do Manifesto Humanista que refere aos "Humanistas Religiosos" e também no influente livro de Charles e Clara Potter de 1930 chamado Humanism: A New Religion (Humanismo: Uma Nova Religião).
Kurtz usou essa publicidade gerada pelos pregadores fundamentalistas para aumentar as associações do Conselho pelo Humanismo Secular, assim como para retirar os aspectos religiosos encontrados nos primeiros movimentos humanistas. Ele fundou o Center for Inquiry em 1991. Atualmente existem em torno de  40 Centros e Comunidades por todo o mundo, incluindo em Los Angeles, Washington, Nova Iorque, Londres, Amsterdã, Varsóvia, Moscou, Pequim, Hyderabad, Toronto, Dacar, Buenos Aires e Catmandu.
Em 1999 Paul Kurtz recebeu o prêmio International Humanist Award dado pela International Humanist and Ethical Union. Ele foi membro da IHEU entre 1969 e 1994 e em tributo ao ex-colega em ambas IHEU e Council for Secular Humanism Matt Cherry, descreveu Paul Kurtz como "tendo um forte comprometimento com o Humanismo - um comprometimento como humanismo além das fronteiras dos Estados Unidos nunca igualado por outro americano. Ele realmente expandiu muito a IHEU como um membro da Comitê para Crescimento e Desenvolvimento da IHEU  (com Levi Fragell e Rob Tielman) e então ele foi o vice presidente, junto com Rob e Levi. Ele sempre levou a IHEU a ser maior e mais ousada."

Em 2000 ele recebeu um prêmio da International Rationalist dado pela Rationalist International.
Ele acreditava que os membros não religiosos da comunidade deveriam ter um ponto de vista positivo sobre a vida. Ceticismo Religioso, segundo Paul Kurtz, é apenas um aspecto da visão secular humanista.
Em 18 de maio de 2010 o comitê de diretores do Council for Secular Humanism, e sua organização de suporte, a Center for Inquiry, e ainda outra organização de apoio, o Committee for Skeptical Inquiry, se pronunciou que aceitava a demissão Dr. Kurtz's como presidente emérito, como o membro do comitê e como editor chefe da revista Free Inquiry.
Como na conferência do Council of Secular Humanism de Los Angeles (de 7 a 10 de outubro de 2010), a tensão sobre o futuro do humanismo apareceu quando Kurtz pedia por uma abordagem mais conciliatória em relação a religião enquanto os seus sucessores argumentavam por uma abordagem mais confrontacionista.
Em 18 de maio de 2010, ele se demitiu de todas esses cargos. Mais ainda, o Center for Inquiry aceitou sua demissão como presidente emérito e membro do conselho, culminando em uma transição de anos de "mudança de liderança", agradecendo a eles por "suas décadas de serviço" quando se referiam as "preocupações do Dr. Kurtz com o gerenciamento da organização". Kurtz reafirmou seus esforços em organizações humanistas, fundando o Institute for Science and Human Values e o seu periódico The Human Prospect: A NeoHumanist Perspective (A Esperança Humana: Uma nova perspectiva neo-humanista)  em junho de 2010.

## Crítica ao Sobrenatural
Outro aspecto do legado de Paul Kurtz é sobre a sua crítica do paranormal. Em 1976, o Comitê para a Investigação Cética iniciou a publicação do seu periódico oficial o Skeptical Inquirer, . Como Martin Gardner, Carl Sagan, Isaac Asimov, James Randi, Ray Hyman e outros, Kurtz popularizou o ceticismo científico e o pensamento crítico sobre as afirmações sobre a paranormalidade.
Falando sobre a fundação do movimento cético moderno, Ray Hyman disse que em 1972, ele, junto com James Randi e Martin Gardner queriam formar um grupo cético chamado S.I.R.(Sanity In Research). Os três perceberam que não dispunham de experiência administrativa, "nós só tínhamos boas ideias" e então conseguimos que se juntasse a nós o Marcello Truzzi que providenciou a estrutura para o grupo. Truzzi então chamou Paul Kurtz e eles juntos formaram o Comitê para a Investigação Cética em 1976.
Ele escreveu:

Uma explicação para a perseverança do paranormal, eu acho, é devido a tentação transcendental. No meu livro com esse nome (The Transcendental Temptation), eu explico a ideia de que o paranormal e o fenômeno religioso tem funções similares na experiência humana; eles são expressões da tendência de aceitar o pensamento mágico (magical thinking). Essa tentação tem raízes tão profundas na experiência e cultura humanas que ela constantemente se reafirma.
— Paul Kurtz

Em The Transcendental Temptation, Kurtz analisa o quão possível é provar as alegações de Jesus, Moisés, Maomé assim como os fundadores das religiões que surgiram em solo estadunidense como Joseph Smith e Ellen White. Ele também avalia as farsas modernas mais famosas de mediunidade e o que ele acreditava eram as infrutíferas pesquisas dos pesquisadores de parapsicólogos. The Transcendental Temptation é considerada uma das obras mais influentes de Kurtz.
Em 19 de abril de 2007, Kurtz apareceu no programa de TV de Penn & Teller,Bullshit! argumentando que exorcismo e Cultos Satânicos são apenas "exagero e paranoia".

### Eupraxsofia
Ele cunhou o termo eupraxsofia (originalmente eupraxophy) para se referir a filosofias ou estilos de vida como o humanismo secular e confucionismo que não se relacionam com uma crença no transcendente ou sobrenatural. A eupraxsofia é o meio de vida não religioso ou visão de mundo que enfatiza a importância de se viver uma vida ética e plena, confiando apenas nos métodos racionais como lógica, observação e ciência (ao invés de fé, misticismo ou revelação) para esse fim. A palavra é baseada nas palavras gregas para "bom", "prática"e "sabedoria". Eupraxsofias, como as religiões, são cósmicas em seu ponto de vista, mas evitam o componente sobrenatural das religiões, evitando a "tentação transcendental, como afirma Paul Kurtz. Muito embora crítico dos aspectos sobrenaturais das religiões, ele tentou desenvolver valores éticos e naturalistas e humanistas compatíveis com elas"

### Série de Palestras Paul Kurtz
Em junho de 2010 a Universidade Estadual de Nova Iorque em Buffalo anunciou o início de uma série de palestras de Paul Kurtz. A série trouxe importantes palestrantes para a universidade no campus de  Amherst em Nova Iorque para falar de tópicos relevantes para a filosofia do humanismo e naturalismo filosófico.Kurtz deixou um legado e beneficência para a Universidade, onde ele ensinou de 1965 até 1991, para ajudar a desenvolver a inteligência crítica das futuras gerações da Universidade de Buffalo. Em 5 de novembro de 2010 a Universidade anunciou que o cientista cognitivo Steve Pinker, iria começar a rodada de palestras. em dezembro de 2010. Em 6 de outubro de 2011 a feminista, filósofa e cética religiosa Louise Antony participou da série de palestras de Paul Kurtz

### Institute for Science and Human Values
Paul Kurtz criou o Institute for Science and Human Values (Instituto para Ciência e Valores Humanos) em 2009 como maus um ramo do grupo Center for Inquiry. Com  a sua saída da diretoria do Center for Inquiry ele lançou o Institute for Science and Human Values como uma entidade separada.   Em seu primeiro press release da ISHV's Kurtz disse que a ISHV esperava "reumanizar o secularismo" e "descobrir como melhor desenvolver os valores morais comuns que compartilhamos como seres humanos" Kurtz foi o editor chefe do jornal da ISHV's chamado The Human Prospect: A NeoHumanist Perspective.

## Homenagens
O asteróide 6629 Kurtz recebeu esse nome em sua honra.

## Galeria de imagens

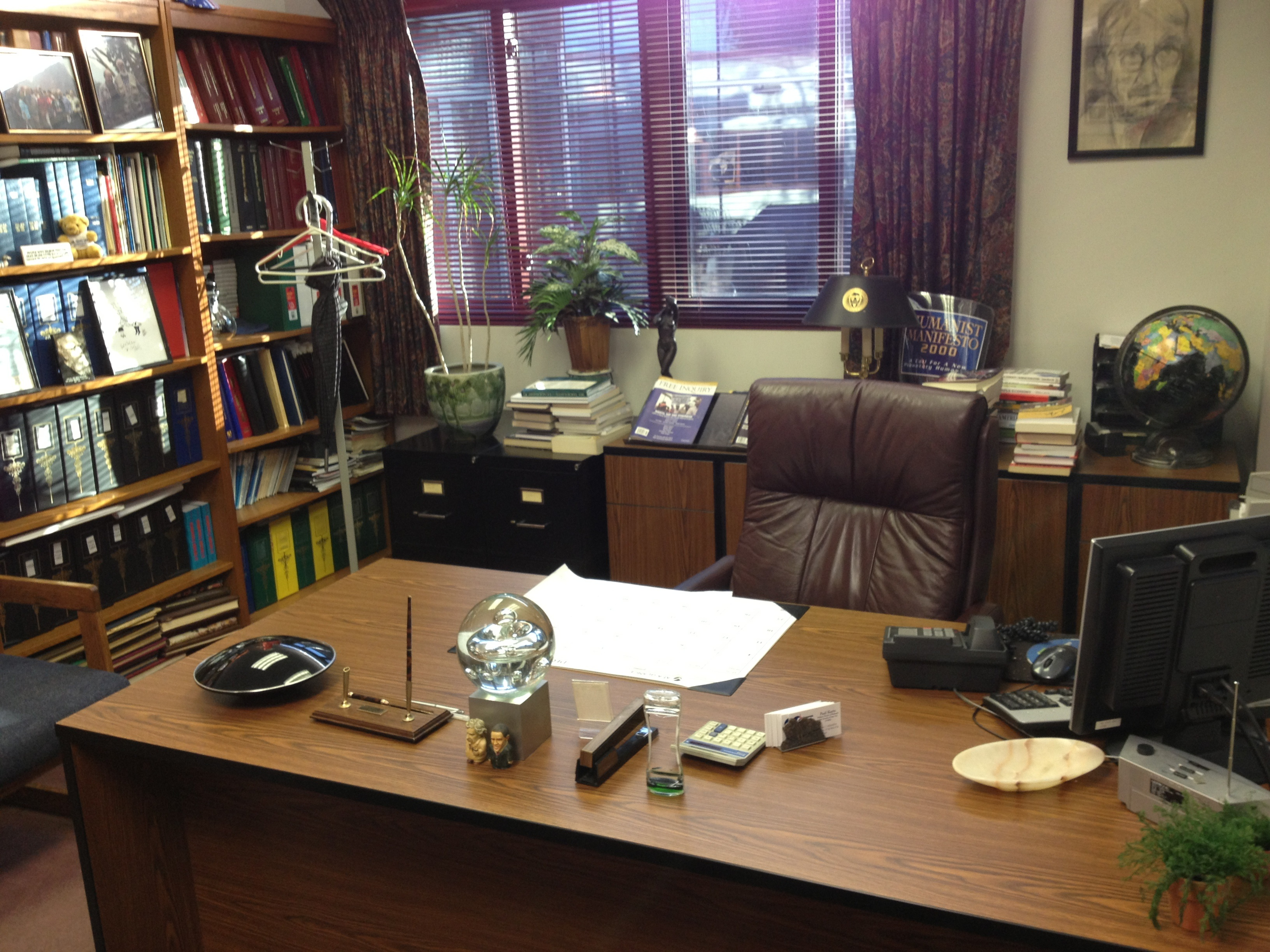
O escritório de Paul Kurtz no Center for Inquiry Transnational em Amherst, Nova Iorque
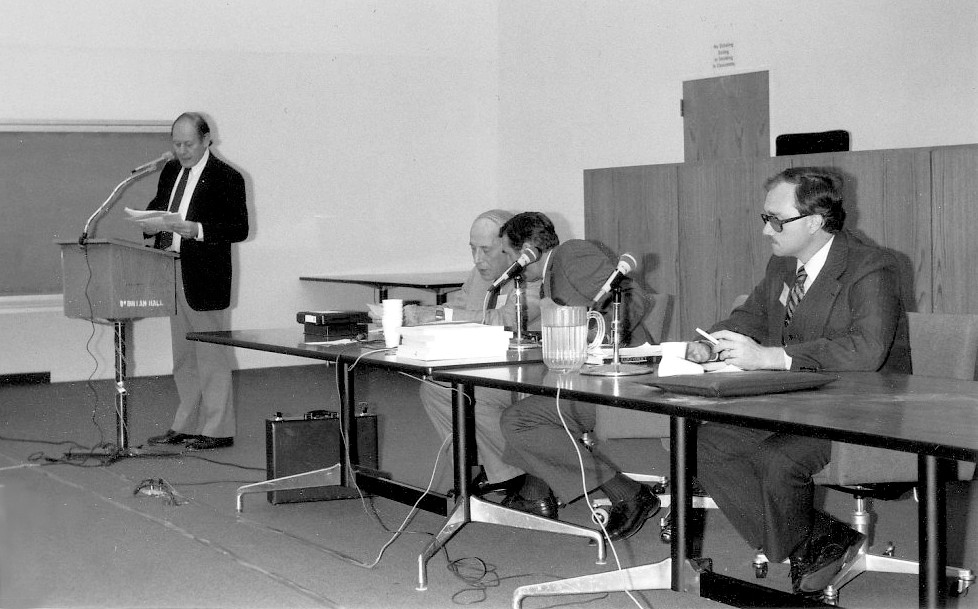
Paul Kurtz, Philip Klass, Kenneth Rommel e Robert Sheaffer em um debate sobre Ovnis em 1983, na conferência do Comitê para a Investigação Cética em Buffalo, Nova Yorque, EUA
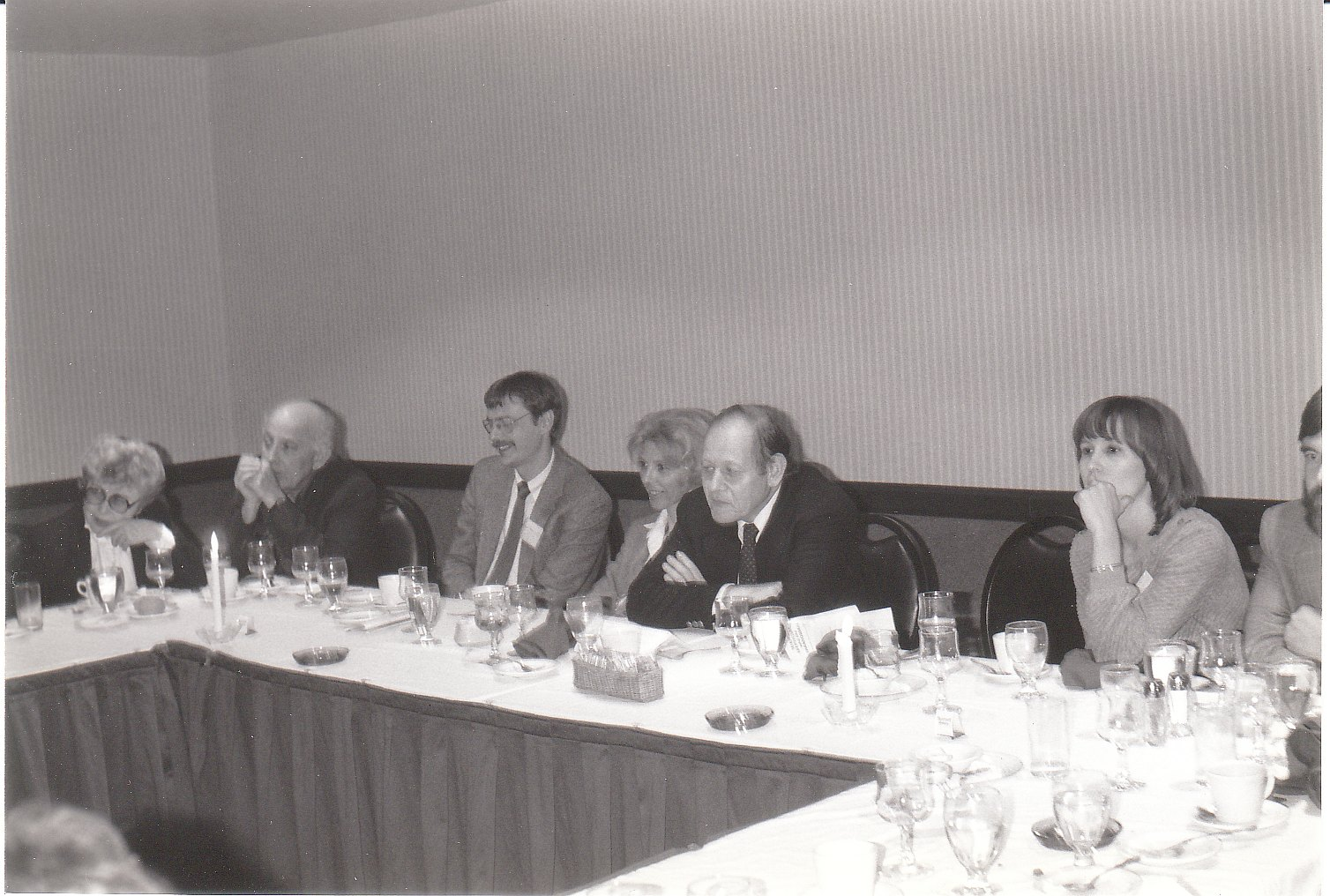
À partir da direita: John Cole, Lynette Nisbet, Paul Kurtz e Mrs Kurtz
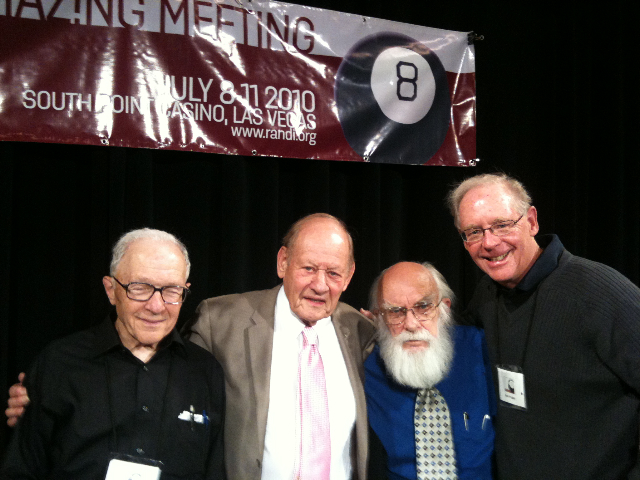
Ray Hyman, Paul Kurtz, James Randi e Ken Frazier na The Amazing Meeting 8 em julho de 2010 em Las Vegas depois da seção sobre a história do movimento cético